# Alan Carr
Alan Graham Carr (nacido el 14 de junio de 1976) es un cómico y celebridad inglés.
Carr nació en Weymouth, Dorset, y pasó la mayoría de su niñez en Northampton, antes de mudarse a Chorlton-cum-Hardy, Mánchester, donde  comenzó su carrera en la comedia. La revelación de Carr fue en 2001, ganando el City Life Mejor Recién Llegado del Año y el Premio BBC Nueva Comedia. En los siguientes años, su carrera floreció en el circuito de comedia el Mánchester antes de que se convirtiese en conocido por presentar The Friday Night Project con Justin Lee Collins. Esto le llevó al lanzamiento de un espectáculo de entretenimiento de corta duración Alan Carr's Celebrity Ding Dong en 2008 y, finalmente, su popular programa de entrevistas cómicas Alan Carr: Chatty Man, el cual se emitió en Channel 4 entre 2009 y 2016.
Carr también presentó un programa de radio, Going Out With Alan Carr, enBBC Radio 2 durante tres años, y lanzó su autobiografía Look Who It Is! (2008) y realizó tres giras: Tooth Fairy Live (2007), Spexy Beast Live (2011) y Yap, Yap, Yap! (2015).
Carr ha ganado dos Premios British Comedy, dos National Television Awards y un premio BAFTA TV.

## Radio
Carr hizo su debut como presentador radiofónico el Día de Navidad de 2007 para BBC Radio 2 como parte de sus Destacados Festivos, con el espectáculo Alan Carr's Christmas Box. Copresentó The Russell Brand Show el 4 de octubre de 2008. También presentó Alan Carr's Comedy Outings para BBC Radio 2 en 2008.
El 25 de abril de 2009, Carr empezó a presentar Going Out with Alan Carr, un nuevo espectáculo para  BBC Radio 2, junto con Emma Forbes (más tarde reemplazada por Melanie Sykes). El programa se retransmitió cada sábado por la tarde de 6 p. m. a 8 p. m.. El 7 de marzo de 2012, anunció que había tomado la decisión de irse para centrarse en su espectáculo Chatty Man. Carr dijo: "me ha encantado cada minuto pero es la hora de reclamar mis fines de semana. Le deseo a Radio 2 todo el éxito pero lo escucharé desde mi casa en el futuro." Su último espectáculo fue el 31 de marzo de 2012. Carr fue reemplazado por Liza Tarbuck. Regresó en el Boxing Day de 2015 para un show único en la estación. 
Durante cuatro semanas en enero y febrero de 2017, Carr regresó otra vez a BBC Radio 2 para sustituir a Paul O'Grady en su programa de los domingos. Carr se reunió con Sykes para presentar un espectáculo de 10 semanas llamado 'Summer Escapes' sustituyendo a Graham Norton los sábados de julio a septiembre de 2017 en BBC Radio 2 y otra vez en 2018. Incluía características basadas en el verano, incluida la 'Encuesta sobre el mar británico'.

## Actuación
Carr realiza monólogos regularmente, en giras y en televisión.  Ha sido estado en tres espectáculos en Edimburgo, y en 2007 realizó una gira a lo lardo del Reino Unido, la cual fue seguido por un DVD titulado Tooth Fairy Live. Carr tuvo su propio espectáculo mensual propio en un club de comedia de Mánchester y él ha hecho giras por todo el país, apoyando otros actos. Ha actuado en el Teatro Apollo en Londres, el cual fue televisado para la serie de BBC One Live at the Apollo, y ha sido destacado en el Royal Variey Performance.
Ha aparecido y actuado en muchos festivales, incluyendo los Festivales de Reading y de Leeds, el Festival Latitude y el Festival de Comedia Kilkenny. Ha realizado monólogos internacionalmente, incluyendo una aparición en el festival de Montreal "Just For Laughs".
En 2010, Carr participó en la Gala de Comedia de Channel 4, un espectáculo benéfico celebrado en ayuda de Great Ormond Street Hospital, grabado en vivo en el O2 Arena en Londres el 30 de marzo.

## Vida personal
Su padre, cuyo familia viene  del nordeste de Inglaterra, es Graham Carr, exadministrador delNorthampton Town y jefe scout del Newcastle United. Carr tiene un hermano más joven, Gary.
Carr fue a la Weston Favell School, Northampton y se graduó en la Universidad de Middlesex con un Grado en Drama y Estudios Teatrales.
Después de completar su grado con veintipocos años, Carr se mudó a Mánchester, buscando una vida mejor y aspirando ser un cómico. Se mudó a una casa en Chorlton-cum-Hardy después de que cuál se mudó a Stretford; la cual él cita como una inspiración para su trabajo cómico. Carr se convirtió pronto en un regular en el circuito de comedia de Mánchester, incluyendo Alan Carr's Ice Cream Sunday en la Manchester Comedy Store. Carr también se hizo amigo de compañeros cómicos basados en el circuito de Mánchester, incluyendo Jason Manford, Justin Moorhouse y John Bishop.
Mientras Carr es abiertamente gay, no considera que su sexualidad sea una parte focal de su acto, diciendo una vez "solo pienso que las personas gais necesitan superarse a sí mismas.solo porque eres gay y estás en la tele, no significa que seas un modelo a seguir. Yo solo soy un cómico. Eso es todo lo que soy. ¿Qué se supone que voy a hacer? ¿Voy por el camino de Julián Clary y hablo sobre fisting y poppers? Yo no hablo sobre ser gay y pienso ¿qué mejor igualdad hay para los gais que eso?" En enero de 2018, Carr se casó con su compañero desde hace diez años, Paul Drayton, en Los Ángeles. La boda fue oficiada por su amiga íntima, la cantante y compositora Adele.

## Controversia
En diciembre de 2008, cuándo aceptaba su premio a la Mejor Personalidad del Entretenimiento en los Premios British Comedy, Carr se lo dedicó a Karen Matthews, quien a principios de ese mes había sido declarada culpable de secuestrar a  Shannon Matthews, su propia hija. Carr fue citado por BBC News declarando: "Debería dedicarle este premio a ella [Karen]. Ella sería mi invitada estrella. Creo que es un icono gay. A la gente le gusta un poco rudo, ¿no?".
Shahid Malik, parlamentario por el distrito electoral de Dewsbury, describió los comentarios de Carr sobre Matthews como "enfermos e insensibles". Carr se disculpó posteriormente por sus comentarios y dijo: "Me doy cuenta de que lo que dije fue insensible y lamento mucho cualquier ofensa causada." En su propio sitio web, agregó: "Para aquellos de ustedes que han disfrutado de mi comedia y han visto mi actuación en los últimos siete años, todos se habrían acostumbrado a mi estilo irónico y cerca de las observaciones de nudillos. Anoche en los Comedy Awards [...] estaba siendo irónico, obviamente no son mis verdaderos sentimientos."

## Filmografía

### Película
| Año  | Título                               | Papel         | Notas                  |
| ---- | ------------------------------------ | ------------- | ---------------------- |
| 2007 | Tooth Fairy LiveÉl mismo             | Él mismo      | Especial monólogo      |
| 2009 | Nativity!                            | Crítico       |                        |
| 2011 | Spexy Beast Live                     | Él mismo      | Especial monólogo      |
| 2015 | Bob Esponjaː Un héroe fuera del agua | Gaviota (voz) | Versión de Reino Unido |
| 2015 | Yap, Yap, Yap! Live                  | Él mismo      | Especial monólogo      |

### Televisión
| Año             | Título                            | Papel         | Notas                                                  |
| --------------- | --------------------------------- | ------------- | ------------------------------------------------------ |
| 2006–2009       | Friday/Sunday Night Project       | Presentador   |                                                        |
| 2007–2008       | Alan Carr's Celebrity Ding Dong   | Presentador   |                                                        |
| 2009–2016, 2017 | Alan Carr: Chatty Man             | Presentador   | 181 episodios (series 1–16; dos especiales de Navidad) |
| 2010–2016       | Channel 4's Comedy Gala           | Presentador   |                                                        |
| 2011            | Who Do You Think You Are?         | Él mismo      | Episodio: "Alan Carr"                                  |
| 2011–present    | Alan Carr's Specstacular          | Presentador   |                                                        |
| 2012            | Playing It Straight UK            | Narrador      |                                                        |
| 2012–present    | Stand Up to Cancer                | Copresentador |                                                        |
| 2014            | The Singer Takes It All           | Presentador   |                                                        |
| 2014            | Stars at Your Service             | Copresentador |                                                        |
| 2016            | Alan Carr's Happy Hour            | Presentador   | 3 episodios (series 1)                                 |
| 2016            | Alan Carr's 12 Stars of Christmas | Presentador   |                                                        |
| 2017            | The Price is Right                | Presentador   |                                                        |
| 2018            | The Remote Controller             | Presentador   |                                                        |
| 2018            | I Don't Like Mondays              | Presentador   |                                                        |
| 2018            | Hollyoaks                         | Invitado      |                                                        |
| 2018            | Alan Carr's Christmas Cracker     | Presentador   |                                                        |
| 2019–           | Play Your Cards Right ′′          | Presentador   |                                                        |
| 2019–           | RuPaul's Drag Race UK             | Él mismo/Juez |                                                        |

## Premios
- 2001 Mánchester City Life Mejor Recién Llegado del Año
- 2001 The BBC Best New Stand Up
- 2006 Best in Show — Festival de Comedia Sheffield
- 2006 The Golden Rose of Montreaux al Mejor Programa de Entretenimiento por The Friday Night Project
- 2006 LAFTA's Funniest Double Act (con Justin Lee Collins)
- 2006 LAFTA's Programa de Entretenimiento Más Divertido por The Friday Night Project
- 2007 British Comedy Award al Mejor Monólogo en Directo
- 2007 Cosmopolitan Hombre Celebridad del Año (con Justin Lee Collins)
- 2007 LAFTA's Funniest Double Act (con Justin Lee Collins)
- 2008 British Comedy Award a la Mejor Personalidad del Entretenimiento
- 2009 Television and Radio Industries Club Premio 'Personalidad del Año'
- 2009 Royal Television Society Entertainment Performance of the Year
- 2009 Heat's Libro Más Divertido de 2009
- 2010 Alan Carr: Chatty Man gana Mejor Programa de Entretenimiento en los Premios TV Choice
- 2012 Mejor Programa de Entrevistas en los National Television Awards por Alan Carr: Chatty Man
- 2012 Loaded LAFTA Award al Mejor Monólogo
- 2012 Television and Radio Industries Club a la Mejor Personalidad de la TV
- 2013 BAFTA TV Award a la Mejor Actuación de Entretenimiento
- 2015 National Television Award al Mejor Presentador de Programa de Entrevistas